# Station Weston-Super-Mare
Weston-Super-Mare is een spoorwegstation van National Rail in Weston-super-Mare, North Somerset in Engeland. Het station is eigendom van Network Rail en wordt beheerd door Great Western Railway. 